# Carl Karcher
Carl Karcher (* 31. Mai 1843 in Kaiserslautern; † 14. März 1913 in Frankenthal (Pfalz)) war ein deutscher Unternehmer in der Zuckerindustrie.

## Leben

### Herkunft und Familie
Carl Karcher entstammte einer wohlhabenden Kaufmannsfamilie, die ihren Ursprung in der Grafschaft Nassau-Saarbrücken hatte und aus der zahlreiche namhafte Unternehmer und Fabrikanten hervorgingen. Er war der Sohn des Zuckerfabrikanten Carl Heinrich Karcher (1808–1875) und dessen Ehefrau Wilhelmine Schneider (1817–1879).

### Unternehmerisches Wirken
Nach seiner Schul- und Berufsausbildung als Kaufmann in Landshut war er in einem Agenturgeschäft für Spirituosen in Paris tätig. Sein Wunsch, dort ein eigenes Unternehmen aufzubauen, ging wegen des Deutsch-Französischen Krieges 1870/1871 nicht in Erfüllung. 1873 nahm er das Angebot seines Cousins Philipp Karcher, in die von ihren Vätern gegründete Zuckerfabrik F. & C. Karcher einzusteigen, an. Noch im selben Jahr wurde das Unternehmen in die Aktiengesellschaft Zuckerfabrik Frankenthal umgewandelt. Dabei stellte das Werk von der Rohzuckerfabrikation auf einen Zucker-Raffineriebetrieb um. Er hatte als stellvertretender Direktor in dem Unternehmen die Verantwortung für Marktfragen, während Cousin Philipp Karcher die Gesamtleitung innehatte. Als Philipp 1894 starb, wurde Carl der Leiter des Unternehmens.
Er galt in dieser Funktion als einer der führenden Repräsentanten der Rübenzuckerindustrie europaweit. Als er 1912 aus dem Vorstand ausschied und in den Aufsichtsrat wechselte, war das Unternehmen die größte deutsche Zuckerfabrik. Am 5. März 1902 war er in Brüssel als Delegierter der deutschen Zuckerindustrie am Zustandekommen der internationalen Zuckerkonvention beteiligt.
Die Reichsregierung bestellte ihn zum Mitglied der Deutschen Vertretung in der Ständigen Kommission der Brüsseler Konvention.

### Auszeichnungen
- Geheimer Kommerzienrat